# Ottenhöfen im Schwarzwald
Ottenhöfen im Schwarzwald là một thị xã ở huyện Ortenau trong bang Baden-Württemberg nước Đức. Đô thị Ottenhöfen im Schwarzwald có diện tích 25,26 km².